# Ariane 5 EAP
Ariane 5 EAP (Etage d'Accélération à Poudre) — zerowy człon rakiet nośnych Ariane 5 ECA; na stały materiał pędny. Od swojego odpowiednika w rakiecie Ariane 5G różni się mniejszą o 1900 kg masą własną i większą o 2430 kg pojemnością zbiorników paliwa. Posiada również prostszą i tańszą dyszę.